# Pipinsried
Pipinsried ist ein Gemeindeteil des Marktes Altomünster und eine Gemarkung im oberbayerischen Landkreis Dachau.
Bekannt ist Pipinsried durch den örtlichen Fußballclub FC Pipinsried, der sich 2017 den Aufstieg in die viertklassige Regionalliga Bayern sicherte, sowie die Pipinsrieder Musikanten.

## Geografie
Das Pfarrdorf Pipinsried liegt am Pipinsrieder Ilm genannten rechten Hauptoberlauf der Ilm in einer Muldenlage in 496 m ü. NHN. Südlich liegt der Mandelberg mit 533 m ü. NHN.
Die Gemarkung Pipinsried mit der Nummer 8638 besteht aus dem Gemarkungsteil 0 im Markt Altomünster und dem Gemarkungsteil 1 in Markt Indersdorf.

## Geschichte
Pipinsried gilt der Überlieferung nach als Gründung Pippins des Jüngeren, fränkischer Hausmeier aus dem Geschlecht der Karolinger und seit 751 König der Franken. Tatsächlich wird der Name des Ortes erst um das Jahr 1056 in den Traditionen des Klosters Tegernsee urkundlich erwähnt. Ab 1424 war Pipinsried eine geistliche Hofmark mit dem Hofmarksherrn Kloster Indersdorf. Das blieb so bis zur Auflösung des Klosters 1783. Die heutige Pfarrkirche St. Dionysius ist im Kern spätgotisch, allerdings bestand wohl schon im 13. Jahrhundert in Pipinsried eine erste Kirche. Das heutige Langhaus stammt aus dem Jahr 1729.
 Ehemalige Gemeinde 
Pipinsried wurde im Zuge der Verwaltungsreformen in Bayern 1818 als selbstständige politische Gemeinde errichtet. Diese wurde im Zuge der Gebietsreform in Bayern zum 1. Mai 1978 zum überwiegenden Teil nach Altomünster eingemeindet, mit 351 von insgesamt 444 Einwohnern zum Stand der Volkszählung vom 27. Mai 1970. Nur der östliche Teil der Gemeinde mit dem Dorf Wagenried und dem Weiler Schönberg kam zu Markt Indersdorf.
 Einwohnerzahlen der ehemaligen Gemeinde und derer Ortsteile 
| Ortschaft           | Typ       | Bevölkerung 1925 | Bevölkerung 1961 | Bevölkerung 1970 | Bevölkerung 1987 |
| ------------------- | --------- | ---------------- | ---------------- | ---------------- | ---------------- |
| Pipinsried          | Pfarrdorf | 338              | 282              | 274              | 387              |
| Breitenau           | Einöde    | 19               | 12               | 11               | 11               |
| Erlach              | Einöde    | 12               | 9                | 7                | 7                |
| Hutgraben           | Einöde    | 6                | 6                | 7                | 6                |
| Maisbrunn           | Weiler    | 16               | 23               | 17               | 19               |
| Obererlach          | Einöde    | 6                | 2                | -                | -                |
| Ottelsburg          | Weiler    | 35               | 26               | 18               | 19               |
| Ottmarshausen       | Weiler    | 33               | 20               | 17               | 25               |
| Schönberg           | Weiler    | 32               | 36               | 37               | 34               |
| Senkenschlag        | Weiler    | 12               |                  |                  |                  |
| Wagenried           | Dorf      | 78               | 71               | 56               | 48               |
| Gemeinde Pipinsried |           | 587              | 487              | 444              |                  |

## Baudenkmäler
- Wallfahrtskirche St. Wolfgang

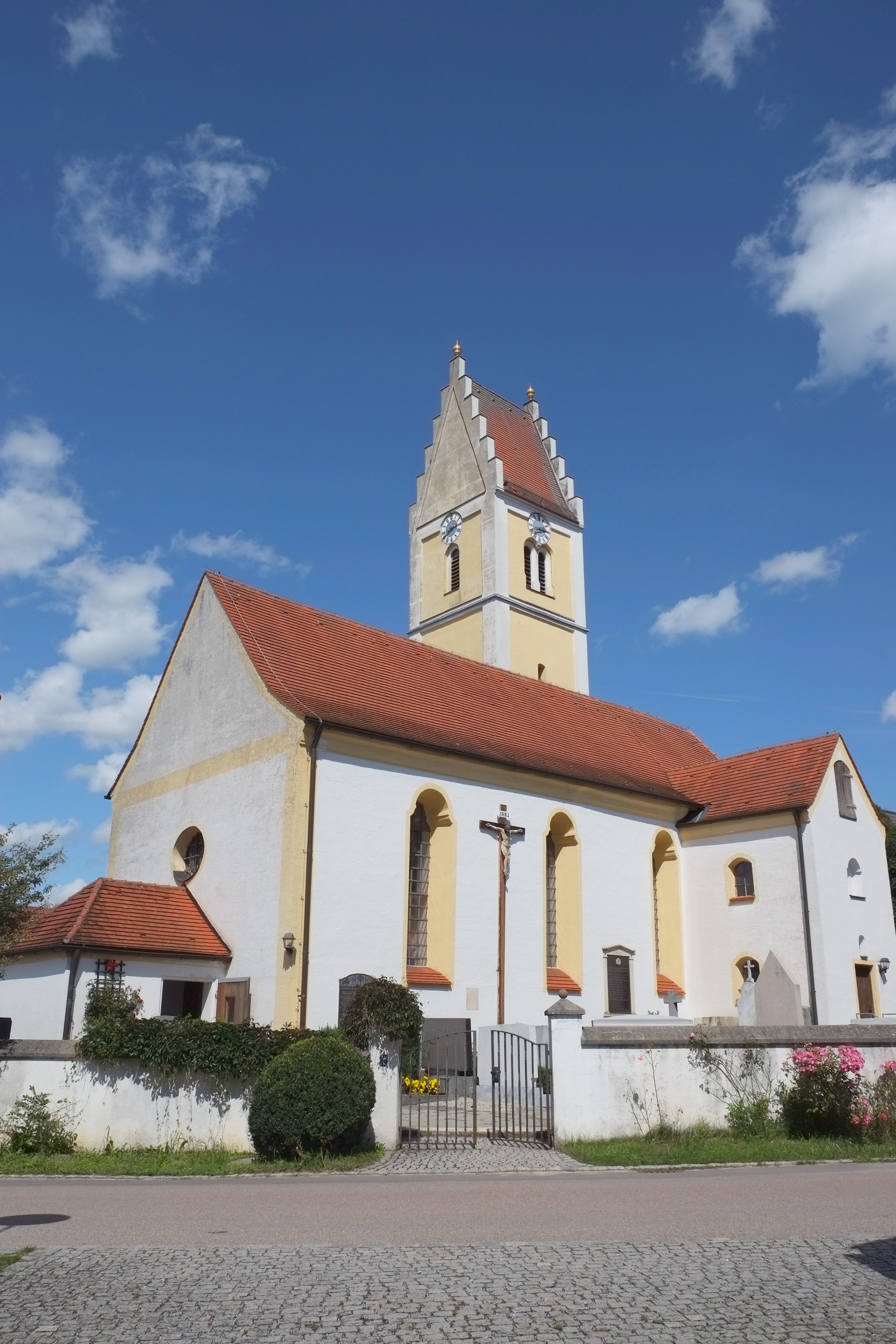
Katholische Pfarrkirche St. Dionysius

- Katholische Pfarrkirche St. Dionysius

Siehe auch: Liste der Baudenkmäler in Pipinsried

## Verkehrswege
In Pipinsried trifft die Landkreisstrasse DAH 2 auf die Landkreisstrasse DAH 15.

## Vereine

### FC Pipinsried
Der FC Pipinsried wurde 1967 gegründet. Nach Jahren in den unteren Ligen des Fußballkreises Aichach begann Ende der 1970er Jahre unter Präsident Konrad Höß der kontinuierliche Aufstieg. 1989 stieg der Verein erstmals in die Landesliga auf. Nach zwischenzeitlichem Abstieg 1993 gelang 1999 die Rückkehr in die Landesliga. Ihr gehörte der Verein 14 Jahre ununterbrochen an. 2013 sicherte sich der Verein unter Spielertrainer Tobias Strobl die Meisterschaft und den Aufstieg in die Bayernliga. 2017 folgte der Aufstieg in die Regionalliga Bayern.

### Pipinsrieder Musikanten
Die Pipinsrieder Musikanten wurden im Jahr 1978 gegründet. Ihr Repertoire erstreckt sich von Bayerisch-Böhmischer Blasmusik zu modernen Stücken bis hin zur konzertanten Kirchenmusik. Ein Highlight ist ihr jährlich stattfindendes Stark- und Weißbierfest in Altomünster sowie der Rosenmontagsumzug in Düsseldorf. Auch auf dem Oktoberfest in München sind sie auf der „Oidn Wiesn“ zu hören.

### Pipinsrieder Kirchenchor
Der Pipinsrieder Kirchenchor ist ein gemischter Chor und besteht seit mindestens 1924. Das Repertoire umfasst kirchliche und weltliche Lieder. Eine langjährige Tradition sind die Auftritte des Chores am Ostersonntag, an Fronleichnam, am Pfarrfest im Juli, auf der Adventsfeier am 1. Advent und am 1. Weihnachtsfeiertag mit der berühmten Pastoralmesse von Karl Kempter.

## Persönlichkeiten
- Jakob Schmid (* 1886 in Pipinsried; † 1957 in Dachau), Gewerkschafter und Politiker